# اندیس آنومالی شمال گل
آنومالی شمال گل یک اندیس فلزی است که در حوالی شهر بیرجند استان خراسان قرار دارد و مادهٔ معدنی موجود در آن، طلا است. سنگ میزبان این اندیس داسیت، توف داسیتی، آندزیت، پریدوتیت، سنگ آهک، مارن و ماسه سنگ است.